# كأس أيرلندا الشمالية 1993–94
كأس أيرلندا الشمالية 1993–94 (بالإنجليزية: 1993–94 Irish Cup)‏ هو موسم من كأس أيرلندا. كان عدد الأندية المشاركة فيه 32، وفاز فيه نادي لينفيلد.

## النهائي
| نادي لينفيلد | 2 – 0 | نادي بانغور |
| ------------ | ----- | ----------- |
|              | تقرير |             |